# Química Nova
Química Nova (abrégé en Quim. Nova) est une revue scientifique bimestrielle à comité de lecture qui publie en libre accès des articles dans tous les domaines de la chimie.
D'après le Journal Citation Reports, le facteur d'impact de ce journal était de 0,661 en 2014. Actuellement, les directeurs de publication sont Susana I. Córdoba de Torresi, Vera L. Pardini et Vitor Ferreira.